# 奥特加尔角

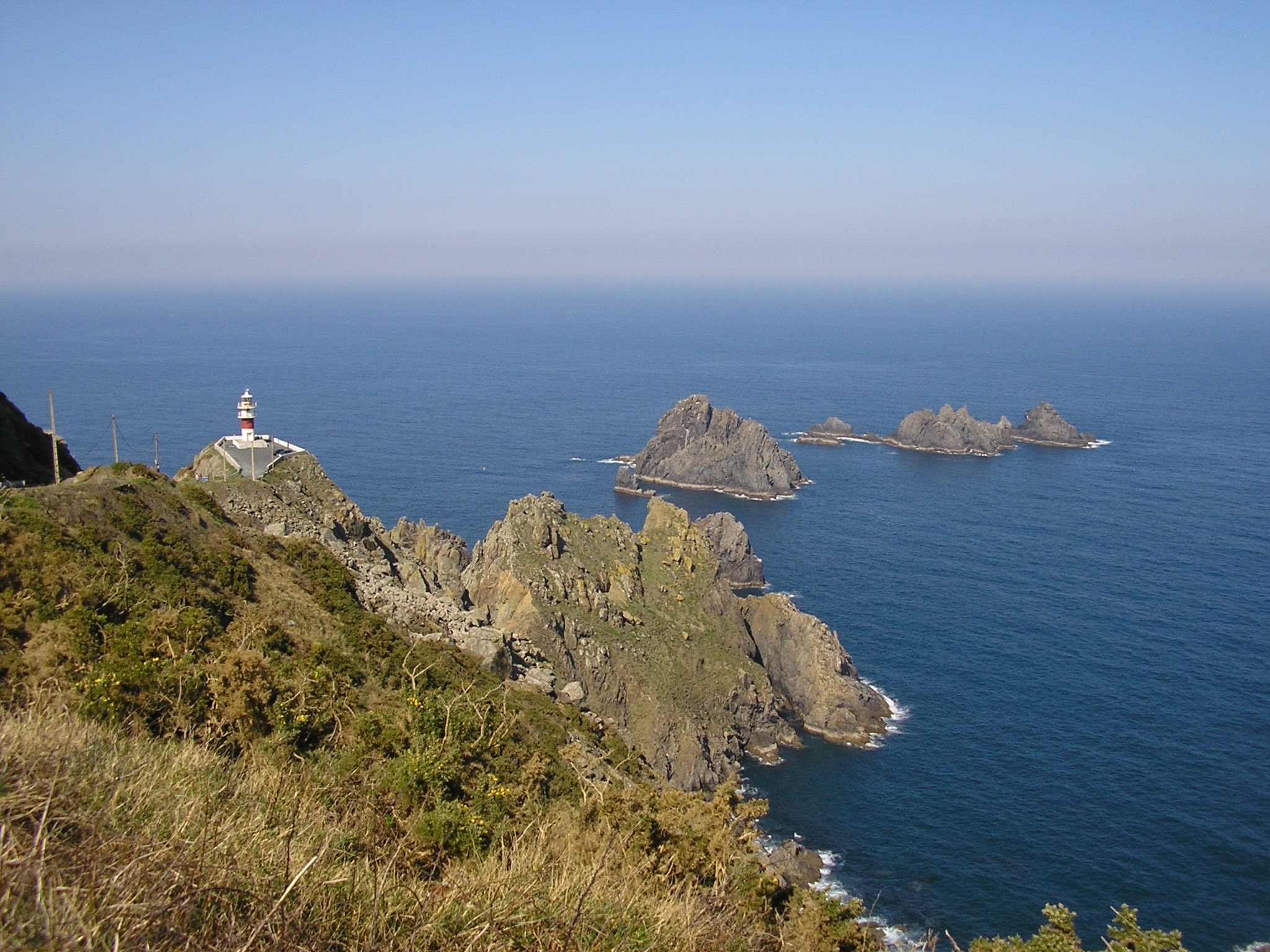
奥特加尔角

奥特加尔角（西班牙語：Cabo Ortegal）是西班牙加利西亚北岸的一个海角，位于拉科鲁尼亚省市镇卡里尼奥，埃斯塔卡德巴雷斯角西南12千米处。